# Драфт НХЛ 2025
Драфт НХЛ 2025 відбувся 27–28 червня на концертній арені «Peacock Theater» (Лос-Анджелес, Каліфорнія, США). Всього було проведено 7 раундів драфту, в котрих команди НХЛ закріпили свої права на спортивну діяльність 224 хокеїстів.

## Вікові рамки
До драфту 2025-го року допускаються гравці народжені в період між 1 січня 2005 та 15 вересня 2007 року. Хокеїсти 2004 року народження також можуть бути обраними на драфті, але лише за таких умов: вони не задрафтовані жодним клубом НХЛ; вони не є північноамериканцями. Гравці, народжені після 30 червня 2005 року, котрі були обрані на драфті 2023-го року, але не отримали контракт від команди НХЛ, можуть вийти на повторний драфт.

## Драфт-лотерея
Драфт-лотерея відбулась 5 травня 2025 року. Право першого вибору на драфті отримала команда Нью-Йорк Айлендерс.
Право 2-го вибору отримав Сан-Хосе Шаркс, а 3-го Чикаго Блекгокс.

## Рейтинг гравців
15 квітня 2025 року Центральне скаутське бюро НХЛ підготувало остаточні списки молодих хокеїстів.
| Рейтинг | Польові гравці з Півн. Америки | Польові гравці з Європи   |
| ------- | ------------------------------ | ------------------------- |
| 1       | Метью Шефер (З)                | Антон Фронделль (Ц)       |
| 2       | Майкл Миса (Ц)                 | Віктор Еклунд (ПН)        |
| 3       | Джеймс Хагенс (Ц)              | Мілтон Гастрін (Ц)        |
| 4       | Джейк О'Браєн (Ц)              | Войтех Чигарж (ЛН)        |
| 5       | Радім Мртка (З)                | Олександр Жаровський (ПН) |
| 6       | Портер Мартоне (ПН)            | Едді Генборг (ПН)         |
| 7       | Калеб Денуайє (Ц)              | Ерік Нільсон (Ц)          |
| 8       | Роджер Макквін (Ц)             | Якоб Іхс-Возняк (Ц)       |
| 9       | Кашон Ейтчесон (З)             | Курбан Ліматов (З)        |
| 10      | Картер Бер (ЛН)                | Теодор Галлквіст (З)      |

| Рейтинг | Голкіпери з Півн. Америки | Голкіпери з Європи  |
| ------- | ------------------------- | ------------------- |
| 1       | Джошуа Равенсберген       | Петро Андреянов     |
| 2       | Лукас Бекман              | Семен Фролов        |
| 3       | Міхал Прадель             | Елайджа Ноєншвандер |

## Вибір за раундами

### Перший раунд
| №  | Гравець         | Амплуа               | Команда НХЛ          |
| -- | --------------- | -------------------- | -------------------- |
| 1  | Метью Шефер     | захисник             | «Нью-Йорк Айлендерс» |
| 2  | Майкл Миса      | центральний нападник | «Сан-Хосе Шаркс»     |
| 3  | Антон Фронделль | центральний нападник | «Чикаго Блекгокс»    |
| 4  | Калеб Денуайє   | центральний нападник | «Юта Маммот»         |
| 5  | Бреді Мартін    | центральний нападник | «Нашвілл Предаторс»  |
| 6  | Портер Мартоне  | правий нападник      | «Філадельфія Флаєрс» |
| 7  | Джеймс Хагенс   | центральний нападник | «Бостон Брюїнс»      |
| 8  | Джейк О'Браєн   | центральний нападник | «Сіетл Кракен»       |
| 9  | Радім Мртка     | захисник             | «Баффало Сейбрс»     |
| 10 | Роджер Макквін  | центральний нападник | «Анагайм Дакс»       |

## Задрафтовані гравці за громадянством
| №  | Країна           | Кількість гравців | Відсоток |
|    | Північна Америка | 137               | 61.2%    |
| -- | ---------------- | ----------------- | -------- |
| 1  | Канада           | 85                | 37.9%    |
| 2  | США              | 52                | 23.2%    |
|    | Євразія          | 87                | 38.8%    |
| 3  | Швеція           | 30                | 13.4%    |
| 4  | Росія            | 21                | 9.4%h    |
| 5  | Чехія            | 11                | 4.9%     |
| 6  | Фінляндія        | 8                 | 3.6%     |
| 7  | Німеччина        | 4                 | 1.8%     |
| 8  | Словаччина       | 3                 | 1.3%     |
| 8  | Білорусь         | 3                 | 1.3%     |
| 10 | Норвегія         | 2                 | 0.9%     |
| 10 | Швейцарія        | 2                 | 0.9%     |
| 12 | КНР              | 1                 | 0.4%     |
| 12 | Хорватія         | 1                 | 0.4%     |
| 12 | Данія            | 1                 | 0.4%     |